# Melita guanaense
Melita guanaense is een vlokreeftensoort uit de familie van de Melitidae. De wetenschappelijke naam van de soort is voor het eerst geldig gepubliceerd in 2002 door Ortiz, Garcia-Debras & Lalana.